# Vlag van Bosnië en Herzegovina

Verticale weergave van de vlag

De vlag van Bosnië en Herzegovina (Bosnisch/Servisch/Kroatisch: Zastava Bosne i Hercegovine) heeft een blauw veld waarop een gele driehoek en negen sterren (waarvan twee halve) zijn geplaatst. De verhouding tussen de hoogte en de lengte is 1:2. Het wapen van Bosnië en Herzegovina toont in een schild eenzelfde ontwerp als de vlag.

## Symboliek
De vlag is drie jaar na de Bosnische Burgeroorlog, sinds 4 februari 1998, in gebruik genomen. De gele driehoek symboliseert de vorm van het land en de drie volken die er leven: Serviërs, Kroaten en Bosniakken. De sterren en de kleurcombinatie zijn ontleend aan de vlag van de Europese Unie. De huidige vlag is ontworpen door een commissie bestaande uit alle drie de etnische groeperingen binnen de Bosnische staat, nadat de voormalige vlag onacceptabel geworden was voor de Serven en Kroaten (zie hieronder).

## Ontwerp
|  |  |  |  |

## Geschiedenis
In Bosnië en Herzegovina zijn door de geschiedenis heen veel vlaggen gevoerd, niet alleen eigen vlaggen maar ook die van vreemde mogendheden: de Ottomaanse, Oostenrijks-Hongaarse, Nazi-Duitse en Joegoslavische vlaggen werden eens in de Bosnische steden als nationale vlag gehesen. Onderstaand overzicht bespreekt alleen de eigen vlaggen van Bosnië en Herzegovina.

### Tvrtko
Een van de oudste bekende vlaggen was die van Tvrtko I, die in de 14e eeuw koning van Bosnië was. Hij plaatste zijn wapen op een wit veld. Zijn wapen komt ook, ietwat anders ontworpen, voor op de Bosnische vlag uit 1991 (zie hieronder). Tvrtko's wapen was blauw met zes gele fleurs-de-lys en een witte diagonale band.

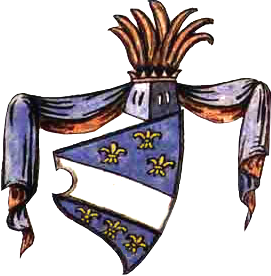
Wapen van de Tvrtko-dynastie

### Ottomaanse periode en kortstondige onafhankelijkheid
Bosniak-adellieden in het zuiden en westen van Herzegovina gebruikten sinds omstreeks 1760 een groene zwaluwstaartvlag met een witte ster en een witte (naar links geopende) halve maan. Deze vlag werd vooral in oorlogen gebruikt. Deze vlag verschilde van de Ottomaanse vlag in afmetingen, vorm en de richting van de halve maan.
Tijdens de Bosnische Opstand in de jaren 1830, onder leiding van Husein Gradaščević, gebruikten de opstandelingen een groene vlag met daarop een gele halve maan en ster. De opstandelingen wilden autonomie voor Bosnië binnen het Ottomaanse Rijk. Decennia later, in 1878, was Bosnië korte tijd onafhankelijk nadat de Ottomaanse troepen het gebied verlieten. Enkele maanden later nam Oostenrijk-Hongarije het gebied in. In de tussenliggende periode gebruikte Bosnië een vlag die sterk lijkt op die van Gradaščević' opstandelingen.

### Oostenrijk-Hongaarse periode
In de periode 1908-1918 waren Bosnië en Herzegovina federaal bestuurde onderdelen van Oostenrijk-Hongarije, maar zij werden (zoals hierboven vermeld) al sinds 1878 door de Donaumonarchie bestuurd. Bosnië gebruikte in deze periode een rood-gele vlag; Herzegovina een geel-rode.

### Joegoslavische periode
Als onderdeel van Joegoslavië (sinds 1918) had Bosnië en Herzegovina aanvankelijk geen eigen vlag. Dit veranderde in 1945, toen Joegoslavië een communistische en federale republiek werd; Bosnië en Herzegovina werd toen een Joegoslavische deelstaat en kreeg een rode vlag met in de linkerbovenhoek de vlag van Joegoslavië. Het rode veld symboliseert socialisme en communisme. Bosnië kreeg in 1945 ook een nieuw wapen, dat de op dat moment industrialiserende maatschappij moest symboliseren. De vlag werd op 31 december 1946 officieel aangenomen.

### Eerste vlag na het verkrijgen van de hernieuwde onafhankelijkheid
In 1992 verklaarde het land zich onafhankelijk en werd een nieuwe vlag aangenomen, die tot 1998 in gebruik zou blijven. Deze vlag had een witte achtergrond en toonde in het midden het toenmalige Bosnische wapen. Het toenmalige wapen werd (wordt) door de in Bosnië en Herzegovina levende Serviërs en Kroaten als een Bosniak-symbool gezien, waardoor er na de ondertekening van het Verdrag van Dayton een nieuwe vlag moest worden aangenomen.

## Afgewezen voorstellen
Voorafgaand aan de aanname van de huidige vlag, was er een debat over de vraag welke vlag Bosnië en Herzegovina zou moeten voeren. Het grootste probleem was het feit dat de drie verschillende volken die in het land leven, de Bosniakken, Kroaten en Serviërs, elk hun eigen nationale symbolen hebben en niet graag een vlag willen voeren met symbolen van de andere volken. Pas na drie sets van voorstellen werd de huidige vlag aangenomen. Dat gebeurde op initiatief van de Hoge Vertegenwoordiger, omdat het Bosnische parlement geen voor alle etniciteiten acceptabel ontwerp kon aannemen.

### Eerste reeks ontwerpen

Eerste ontwerp
Tweede ontwerp
Derde ontwerp
Vierde ontwerp

Het eerste ontwerp poogde de kleuren van de Kroaten (blauw), de Serviërs (rood) en de Bosniakken (groen) in één vlag te plaatsen, naar het model van de vlag van Tsjechië. De andere twee ontwerpen zijn neutraler en zijn gebaseerd op de blauwe kleur van de VN-vlag.

### Tweede reeks ontwerpen

Eerste ontwerp
Tweede ontwerp
Derde ontwerp
- Vierde ontwerp

### Derde reeks ontwerpen

? Eerste ontwerp
? Tweede ontwerp
? Derde ontwerp

Uit de derde set ontwerpen, allen van de hand van de Spaanse diplomaat Carlos Westendorp; werd uiteindelijk het eerste ontwerp, uit de derde reeks, gekozen. Deze werd wel aangepast, door het blauw van de Verenigde Naties te vervangen door het blauw van de Europese Unie en het aantal sterren van tien terug te brengen tot negen.

## Galerij

Koninklijke vlag van Banaat Bosnië (1154-1377)
Koninklijke vlag van het Koninkrijk Bosnië (1377-1463)
Westelijk Herzegovina (circa 1760)
Bosnische opstandelingen (jaren 1830)
Onafhankelijke Bosnië (1878)
Condominium van Bosnië en Herzegovina tijdens het Oostenrijks-Hongaarse bestuur (1878–1908)
Herzegovina na de annexatie door Oostenrijk-Hongarije (1908)
Herzegovina na de annexatie door Oostenrijk-Hongarije (1878–1918)
Herzegovina na de annexatie door Oostenrijk-Hongarije (1908–1918)
De Joegoslavische partizanen tijdens de Tweede Wereldoorlog (1942)
Bosnisch-Herzegovina Partizanen tijdens de Tweede Wereldoorlog (1943)
Democratische Federale Joegoslavië tijdens de Tweede Wereldoorlog (1943-1946)
Voorgestelde vlag van de Volksrepubliek Bosnië en Herzegovina (1946)
Voorgestelde vlag van de Volksrepubliek Bosnië en Herzegovina (1947)
Socialistische Republiek Bosnië en Herzegovina (1946-1992)
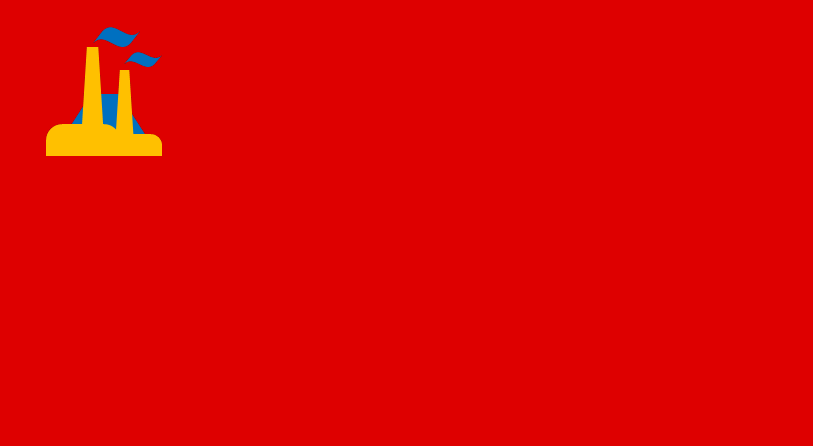
Deze vlag werd in een hedendaags boek per ongeluk als de nieuwe vlag van Bosnië en Herzegovina gerapporteerd
Republiek Bosnië en Herzegovina (1992)
Republiek Bosnië en Herzegovina (1992−1998)
Servische Republiek (Republika Srpska) (1992-1995)
Kroatische Republiek Herceg-Bosna (Hrvatska Republika Herceg-Bosna) (1991-1994)
Bosnië en Herzegovina (1998-heden)